# Le donne curiose
Le donne curiose (deutsch: Die neugierigen Frauen) ist eine komische Oper (Originalbezeichnung: „Musikalische Komödie“) in drei Akten von Ermanno Wolf-Ferrari. Das Libretto stammt von Luigi Sugana und basiert auf der gleichnamigen Komödie (Originaltitel Le donne curiose) von Carlo Goldoni. Die Uraufführung fand am 27. November 1903 im Königlich Bayerischen Nationaltheater in München unter der Leitung von Hugo Reichenberger in der deutschen Bearbeitung von Hermann Teibler statt. Die erste Aufführung auf Italienisch wurde in New York am 3. Januar 1912 gegeben. Die erste Aufführung in Italien fand am 16. Januar 1913 in Mailand statt.

## Handlung

### Erster Akt

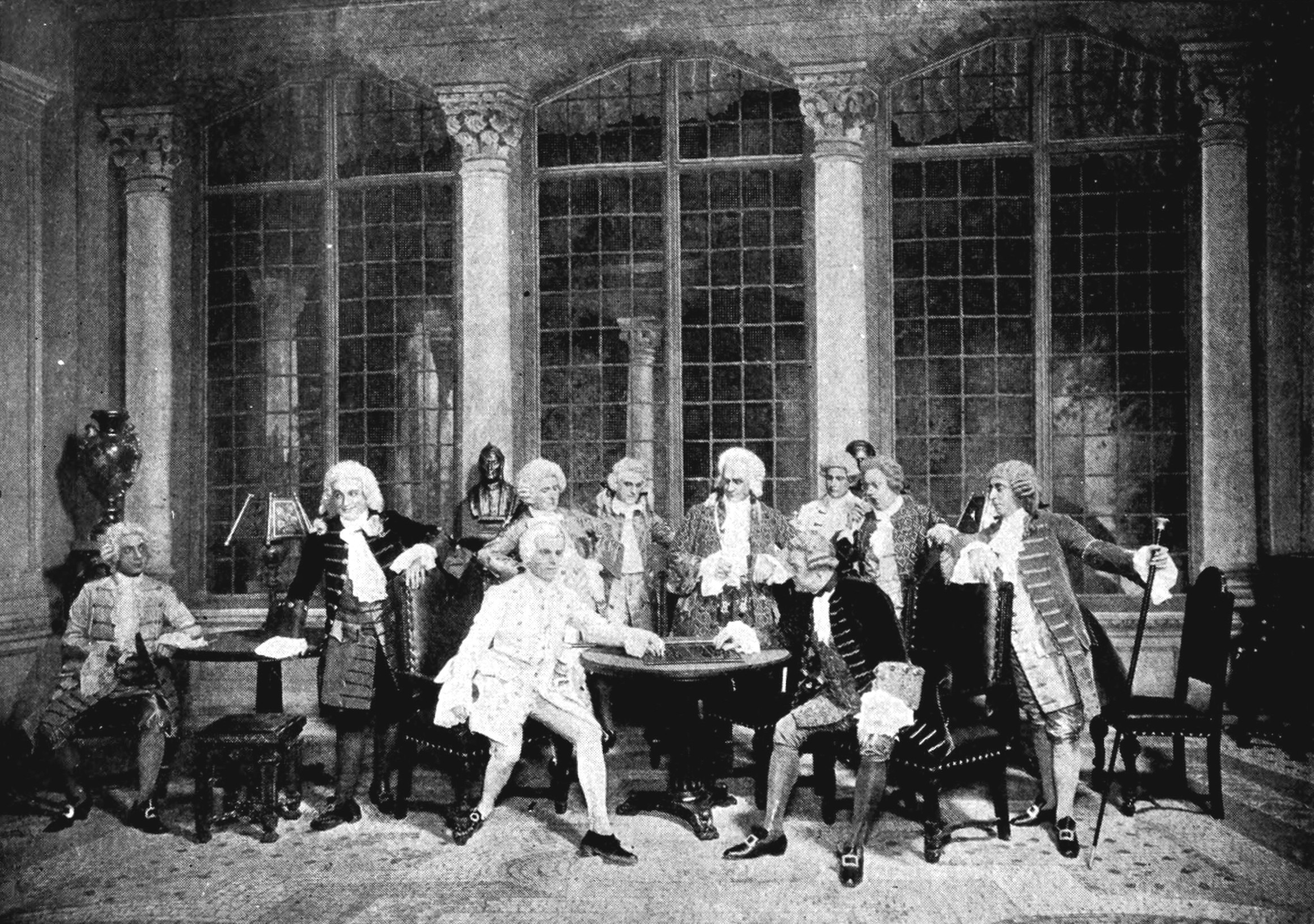
Szene aus dem ersten Akt

Die Freunde Pantalones als da sind Ottavio, Lelio, Florindo, Lunardo, Asdrubale sitzen im Vereinshaus der Freunde und geben sich dem Dame-, Schachspiel und Zeitungslesen hin. Als Leandro mit Almorò, Alvise und Mòmolo auftritt, bekräftigen alle ihre Männerfreundschaft, die sich vor allem auf das eine Prinzip gründet: Verbannt sind hier die Frauen.
Keine Frau soll Zutritt zum Vereinshaus haben, noch erfahren, welcher Beschäftigung die Männer nachgehen. Das ist kein Problem für die lange verheirateten Ehemänner Ottavio und Lelio, der frisch verliebte Florindo jedoch seufzt nach seiner Geliebten Rosaura.
Pantalone tritt auf und erfährt, dass anlässlich der bevorstehenden Hochzeit von Florindo und Rosaura noch am gleichen Abend ein gemeinsames Festmahl der Freunde im Vereinshause stattfinden soll. Er übernimmt gern die Kosten dafür und beauftragt seinen Diener Arlecchino die nötigen Zutaten für dieses Festmahl zu besorgen.
Beatrice, die Frau Ottavios stellt verärgert fest, dass ihr Ehegemahl noch nicht nach Hause gekommen ist, obwohl es schon Mittag ist. Ihre Tochter Rosaura vermutet, dass der Vater im Vereinshaus das ganze Geld verspielt oder noch schlimmer, dass sie sich mit anderen Frauen treffen. Eleonora, die Frau Lelios kommt zu Besuch und behauptet, herausgefunden zu haben, dass die Männer den „lapis philosophorum“ im Vereinshaus herstellen, den sogenannten Stein der Weisen. In die anschließenden Aufregung hinein platzt Colombina. Sie behauptet den anderen Frauen gegenüber, dass die Männer nach einem Goldschatz suchen. Sie redet sogar von Hexerei. In vielen Töpfen sollen die Männer angeblich, die Teufel beschwörend und in die Öfen blasend, das Gold gewinnen. Arlecchino kommt, um seine Geliebte Colombina zu sehen. Er wird von den Frauen erpresst, um das Geheimnis des Vereinshauses zu erfahren. Um in Ruhe gelassen zu werden, gibt Arlecchino jeder Vermutung der Frauen recht. Das nutzt ihm nichts, die Frauen werden gewalttätig und er läuft davon.
Endlich kommt Ottavio nach Hause zu seiner Frau Beatrice. Er ist scheinbar ganz in seine Rechnungen vertieft und gibt seiner Frau keinen Hinweis auf das Treiben im Vereinshause. Florindo kommt ebenfalls in das Haus Ottavios, seiner Geliebten Rosaura folgend. Während er ihr seine große Liebe gesteht, versucht Rosaura zunächst mit süßen Worten hinter das Geheimnis des Männerbundes zu kommen. Doch Florindo fühlt sich an seinen Eid gebunden. Rosaura stellt sich beleidigt und tut so, als ob sie Florindo nicht mehr liebt. Mithilfe der herannahenden Colombina und einer vorgetäuschten Ohnmacht gelingt es Rosaura und Colombina an das geheime Passwort „Amicizia“ („Freundschaft“) zu gelangen, den Schlüssel aber bekommen sie nicht.

### Zweiter Akt
Eleonora entdeckt in einem Schnupftuch ihres Mannes Lelio die Schlüssel zum Vereinshaus und einen Brief Pantalones. Dieser hatte extra aus Vorsichtsgründen die Schlösser ausgetauscht, weil Arlecchino die alten verloren hatte. Eleonora steckt Schlüssel und Brief ein, bevor ihr Mann davon erfährt. Lelio kommt nach Hause und wird von seiner Frau an den Rand des Wahnsinns gebracht, weil sie behauptet, das Geheimnis entdecken zu können.
Colombina und Rosaura kommen zu Beatrice und erzählen ihr von der Entdeckung des geheimen Passwortes und von einem Schlüssel, den sie aber nicht erhalten konnten. Ottavio kommt mit Florindo nach Hause, wo sie von den Frauen bedrängt werden und Beatrice versucht unter einem Vorwand ihren Gatten dazu zu bewegen, den Rock auszuziehen, damit sie an den Schlüssel gelangen kann. Colombina bringt den Kaffee und durch ein gespieltes Missgeschick schüttet sie Kaffee auf Ottavios Rock. Als dieser den Rock auszieht, entwenden ihm die Frauen den Schlüssel und Ottavio verlässt nun mit einem falschen Schlüssel und von Schnupfen geplagt zusammen mit Florindo das Haus.
Colombina und Beatrice wollen sich als Männer verkleiden. Rosaura, die allein zurückgeblieben ist, bedauert, Florindo so harsch von sich gewiesen zu haben. Florindo seinerseits löst sich unter einem Vorwand von Ottavio und kommt zurück zu Rosaura. Diese Situation nutzt Rosaura aus, um doch noch an die Schlüssel von Florindo zu gelangen.

### Dritter Akt

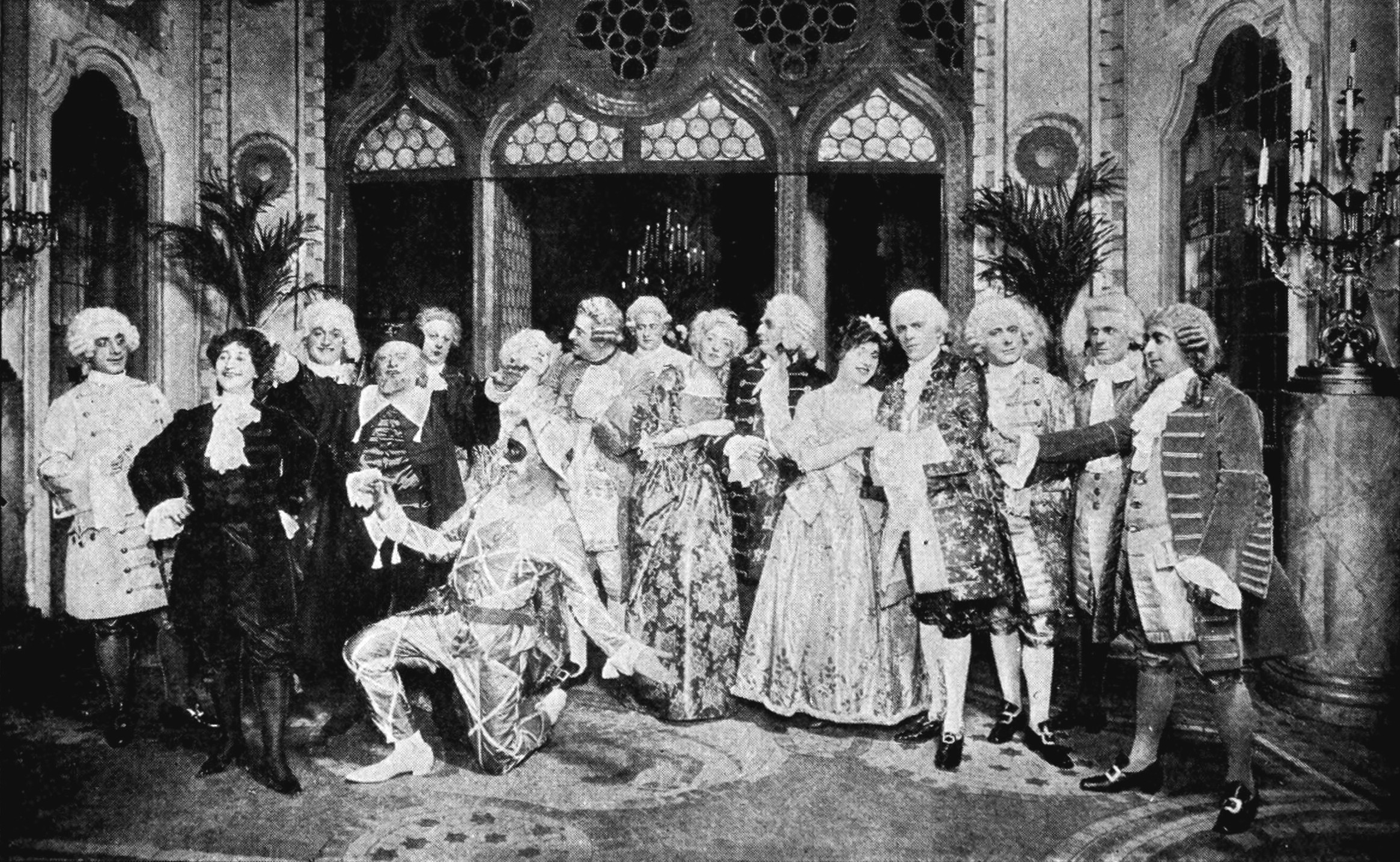
Szene aus dem dritten Akt

Pantalone wartet auf Arlecchino. Als Arlecchino kommt, erfährt Pantalone, dass er nicht die bestellten Kerzen für das Festmahl besorgen konnte. Eleonora kommt zum Vereinshaus verliert aber vor Schreck den Schlüssel und flieht, als sie von Arlecchino angesprochen wird. Als Colombina und Beatrice eintreffen, läuft ihnen Eleonora über den Weg, aber sie erkennen nur eine Frau, die sie für eine der Frauen halten, mit denen die Männer im Vereinshaus angeblich verkehren.
Pantalone findet das von Eleonora verlorene Schlüsselpaar, trifft auf die verkleidete Colombina und Beatrice, entlarvt sie als Frauen und entreißt ihnen das zweite Paar Schlüssel.
Nacheinander treffen Lelio, Ottavio und Florindo ein und stellen fest, dass keiner die Schlüssel mehr hat. Sie beschließen, zu klopfen. Pantalone zeigt den Männern die zwei Paar gefundenen Schlüssel und gibt sie mürrisch wieder zurück. Alle gehen ins Haus. Florindo bleibt zurück und sieht Rosaura kommen, erkennt sie zunächst jedoch nicht.
Rosaura kommt mit Arlecchino und den Schlüsseln Florindos zum Vereinshaus. Florindo erkennt den Verrat Rosauras. Er geht ins Haus und lässt Rosaura zur Strafe vor der verschlossenen Tür stehen. Rosaura fällt diesmal wirklich in Ohnmacht. Arlecchino fängt sie auf. Eleonora, Beatrice und Colombina kommen dazu und machen, als sie Rosaura erblicken ebenfalls Anstalten, in Ohnmacht zu fallen. Sie fassen sich aber schnell, packen Arlecchino und zwingen ihn, die Tür aufzuschließen.
Im Vereinshaus huldigen die Freunde beim Festmahl Pantalone. Sie sind durch eine undurchsichtige Glastür von den Frauen getrennt, die im Vorraum stehen und immer wieder neugierig die Nase durch die Glastür stecken. Sie müssen feststellen, dass ihre Männer vollkommen unschuldig sind und all ihre Vermutungen nicht stimmen. Stattdessen staunen sie über die ausgelassene Stimmung und die festlichen Speisen. Arlecchino versucht sie zurückzuhalten, aber die Frauen drängen immer mehr gegen die Scheibe. Als das Dessert kommt, gibt die Glastür endlich dem Druck der Frauen nach. Pantalone springt empört auf. Die Frauen bemerken ihre Neugier und den damit verbundenen Fehltritt und betteln regelrecht um Gnade.
Pantalone gewährt Gnade und nimmt den Vorschlag Colombinas an, gemeinsam zu tanzen. Arlecchino, der seine für das Öffnen der Tür versprochenen Liebesbezeugungen Colombinas einfordert, erhält von dieser eine Ohrfeige. Rosaura und Florindo versichern sich noch einmal ihrer gemeinsamen Liebe. In lautem Übermut feiern alle ausgelassen ein großes Fest.

## Instrumentation
Die Orchesterbesetzung der Oper enthält die folgenden Instrumente:
- Holzbläser: zwei Flöten (2. auch Piccolo), zwei Oboen, zwei Klarinetten, zwei Fagotte
- Blechbläser: zwei Hörner, zwei Trompeten, zwei Posaunen
- Pauken, Schlagzeug: Große Trommel, Becken, Triangel, Tamburin, Glockenspiel
- Harfe
- Streicher
- Bühnenmusik: Glocken in e und gis, Kuckucksuhr, mindestens zwei Mandolinen, mindestens zwei Gitarren, Klavier (oder Cembalo), Kontrabass, Violine

## Besetzung der Uraufführung

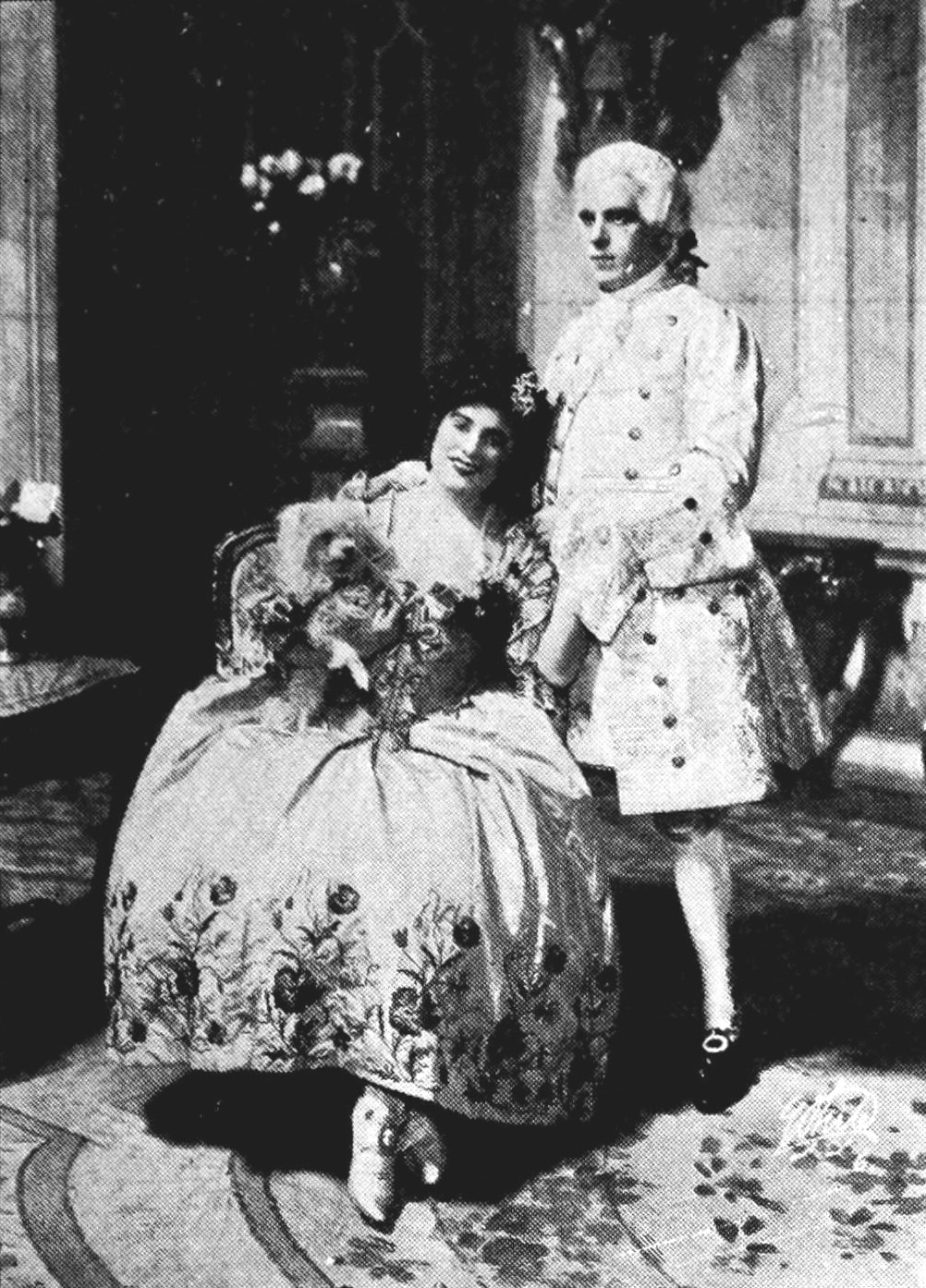
Geraldine Farrar und Hermann Jadlowker als Rosaura und Florindo

| Rolle      | Premieren-Besetzung, 27. November 1903 (Dirigent: Hugo Reichenberger) | Erstaufführung in Italien, 3. Januar 1912 (Dirigent: Arturo Toscanini) |
| ---------- | --------------------------------------------------------------------- | ---------------------------------------------------------------------- |
| Arlecchino | Georg Sieglitz                                                        | Antonio Scotti                                                         |
| Beatrice   | Charlotte Huhn                                                        | Rita Fornia                                                            |
| Colombina  | Hermine Bosetti                                                       | Geraldine Farrar                                                       |
| Florindo   | Hans Koppe                                                            | Hermann Jadlowker                                                      |
| Leandro    | Hans Breuer                                                           | Jeanne Maubourg                                                        |
| Lelio      |                                                                       | Andres de Segurola                                                     |
| Ottavio    | Paul Bender                                                           | Adam Didur                                                             |
| Pantalone  | Friedrich Brodersen                                                   | Antonio Pini-Corsi                                                     |
| Rosaura    | Ella Tordek                                                           | Bella Alten                                                            |